# Uzbekistán en la Copa Mundial de Fútbol de 2026
La Selección de fútbol de Uzbekistán será uno de los 48 equipos participantes de la Copa Mundial de Fútbol de 2026 que se realizará de manera conjunta en México, Estados Unidos y Canadá entre los días 11 de junio y 19 de julio de aquel mismo año. Clasificó tras empatar 0-0 a Emiratos Árabes Unidos en las eliminatorias de AFC, el día 5 de junio de 2025. 

## Clasificación

### Tabla de posiciones

#### Segunda ronda
| Selección    | Pts | PJ | PG | PE | PP | GF | GC | Dif |
| ------------ | --- | -- | -- | -- | -- | -- | -- | --- |
| Irán         | 14  | 6  | 4  | 2  | 0  | 16 | 4  | 12  |
| Uzbekistán   | 14  | 6  | 4  | 2  | 0  | 13 | 4  | 9   |
| Turkmenistán | 2   | 6  | 0  | 2  | 4  | 4  | 14 | −10 |
| Hong Kong    | 2   | 6  | 0  | 2  | 4  | 4  | 15 | −11 |

#### Tercera ronda
| Selección              | Pts | PJ | PG | PE | PP | GF | GC | Dif |
| ---------------------- | --- | -- | -- | -- | -- | -- | -- | --- |
| Irán                   | 23  | 10 | 7  | 2  | 1  | 19 | 8  | 11  |
| Uzbekistán             | 21  | 10 | 6  | 3  | 1  | 14 | 7  | 7   |
| Emiratos Árabes Unidos | 15  | 10 | 4  | 3  | 3  | 15 | 8  | 7   |
| Catar                  | 13  | 10 | 4  | 1  | 5  | 17 | 24 | −7  |
| Kirguistán             | 8   | 10 | 2  | 2  | 6  | 12 | 18 | −6  |
| Corea del Norte        | 3   | 10 | 0  | 3  | 7  | 9  | 21 | −12 |

### Partidos
| Fecha                    | Lugar     | Instancia     |                 |                                   | Resultado |                                   |                 |
| ------------------------ | --------- | ------------- | --------------- | --------------------------------- | --------- | --------------------------------- | --------------- |
| 16 de noviembre de 2023  | Asjabad   | Segunda ronda | Turkmenistán    | Bandera de Turkmenistán           | 1:3 (1:0) | Bandera de Uzbekistán             | Uzbekistán      |
| 21 de noviembre de 2023  | Taskent   | Segunda ronda | Uzbekistán      | Bandera de Uzbekistán             | 2:2 (0:2) | Bandera de Irán                   | Irán            |
| 21 de marzo de 2024      | Hong Kong | Segunda ronda | Hong Kong       | Bandera de Hong Kong              | 0:2 (0:0) | Bandera de Uzbekistán             | Uzbekistán      |
| 26 de marzo de 2024      | Taskent   | Segunda ronda | Uzbekistán      | Bandera de Uzbekistán             | 3:0 (1:0) | Bandera de Hong Kong              | Hong Kong       |
| 6 de junio de 2024       | Taskent   | Segunda ronda | Uzbekistán      | Bandera de Uzbekistán             | 3:1 (2:1) | Bandera de Turkmenistán           | Turkmenistán    |
| 11 de junio de 2024      | Teherán   | Segunda ronda | Irán            | Bandera de Irán                   | 0:0       | Bandera de Uzbekistán             | Uzbekistán      |
| 5 de septiembre de 2024  | Taskent   | Tercera ronda | Uzbekistán      | Bandera de Uzbekistán             | 1:0 (1:0) | Bandera de Corea del Norte        | Corea del Norte |
| 10 de septiembre de 2024 | Biskek    | Tercera ronda | Kirguistán      | Bandera de Kirguistán             | 2:3 (2:2) | Bandera de Uzbekistán             | Uzbekistán      |
| 10 de octubre de 2024    | Taskent   | Tercera ronda | Uzbekistán      | Bandera de Uzbekistán             | 0:0       | Bandera de Irán                   | Irán            |
| 15 de octubre de 2024    | Taskent   | Tercera ronda | Uzbekistán      | Bandera de Uzbekistán             | 1:0 (0:0) | Bandera de Emiratos Árabes Unidos | E. A. U.        |
| 14 de noviembre de 2024  | Rayán     | Tercera ronda | Catar           | Bandera de Catar                  | 3:2 (2:0) | Bandera de Uzbekistán             | Uzbekistán      |
| 19 de noviembre de 2024  | Vientián  | Tercera ronda | Corea del Norte | Bandera de Corea del Norte        | 0:1 (0:1) | Bandera de Uzbekistán             | Uzbekistán      |
| 20 de marzo de 2025      | Taskent   | Tercera ronda | Uzbekistán      | Bandera de Uzbekistán             | 1:0 (1:0) | Bandera de Kirguistán             | Kirguistán      |
| 25 de marzo de 2025      | Teherán   | Tercera ronda | Irán            | Bandera de Irán                   | 2:2 (0:1) | Bandera de Uzbekistán             | Uzbekistán      |
| 5 de junio de 2025       | Abu Dabi  | Tercera ronda | E. A. U.        | Bandera de Emiratos Árabes Unidos | 0:0       | Bandera de Uzbekistán             | Uzbekistán      |
| 10 de junio de 2025      | Taskent   | Tercera ronda | Uzbekistán      | Bandera de Uzbekistán             | 3:0 (1:0) | Bandera de Catar                  | Catar           |